# Grand-Failly
Grand-Failly és un municipi francès situat al departament de Meurthe i Mosel·la i a la regió del Gran Est. L'any 2007 tenia 309 habitants.

## Demografia

### Població
El 2007 la població de fet de Grand-Failly era de 309 persones. Hi havia 120 famílies, de les quals 32 eren unipersonals (16 homes vivint sols i 16 dones vivint soles), 44 parelles sense fills, 40 parelles amb fills i 4 famílies monoparentals amb fills.
La població ha evolucionat segons el següent gràfic:
Habitants censats

### Habitatges
El 2007 hi havia 157 habitatges, 126 eren l'habitatge principal de la família, 21 eren segones residències i 10 estaven desocupats. 155 eren cases i 2 eren apartaments. Dels 126 habitatges principals, 112 estaven ocupats pels seus propietaris, 11 estaven llogats i ocupats pels llogaters i 3 estaven cedits a títol gratuït; 1 tenia una cambra, 7 en tenien dues, 27 en tenien tres, 34 en tenien quatre i 58 en tenien cinc o més. 100 habitatges disposaven pel capbaix d'una plaça de pàrquing. A 51 habitatges hi havia un automòbil i a 63 n'hi havia dos o més.

### Piràmide de població
La piràmide de població per edats i sexe el 2009 era:
| Homes | Edats   | Dones |
| ----- | ------- | ----- |
| 0     | 95 o +  | 0     |
| 0     | 90 a 94 | 0     |
| 0     | 85 a 89 | 8     |
| 0     | 80 a 84 | 0     |
| 12    | 75 a 79 | 12    |
| 8     | 70 a 74 | 0     |
| 12    | 65 a 69 | 12    |
| 8     | 60 a 64 | 12    |
| 8     | 55 a 59 | 8     |
| 24    | 50 a 54 | 12    |
| 16    | 45 a 49 | 8     |
| 4     | 40 a 44 | 20    |
| 24    | 35 a 39 | 8     |
| 8     | 30 a 34 | 4     |
| 0     | 25 a 29 | 12    |
| 4     | 20 a 24 | 8     |
| 8     | 15 a 19 | 4     |
| 16    | 10 a 14 | 8     |
| 4     | 5 a 9   | 8     |
| 0     | 0 a 4   | 4     |

## Economia
El 2007 la població en edat de treballar era de 197 persones, 139 eren actives i 58 eren inactives. De les 139 persones actives 128 estaven ocupades (85 homes i 43 dones) i 11 estaven aturades (3 homes i 8 dones). De les 58 persones inactives 20 estaven jubilades, 8 estaven estudiant i 30 estaven classificades com a «altres inactius».

### Ingressos
El 2009 a Grand-Failly hi havia 122 unitats fiscals que integraven 303 persones, la mediana anual d'ingressos fiscals per persona era de 18.751 €.

### Activitats econòmiques
Dels 4 establiments que hi havia el 2007, 1 era d'una empresa de fabricació d'altres productes industrials, 1 d'una empresa de construcció i 2 d'empreses d'hostatgeria i restauració.
Els 2 serveis als particulars que hi havia el 2009 eren restaurants.
L'any 2000 a Grand-Failly hi havia 14 explotacions agrícoles que ocupaven un total de 1.080 hectàrees.

## Equipaments sanitaris i escolars
El 2009 hi havia una escola elemental integrada dins d'un grup escolar amb les comunes properes formant una escola dispersa.

## Poblacions més properes
El següent diagrama mostra les poblacions més properes.